# Chiesa di San Giovanni Battista (Perugia, Prugneto)
La chiesa di San Giovanni Battista, o chiesa di San Giovanni del Prugneto, è la parrocchiale di Prugneto, frazione di Perugia, in provincia di Perugia e arcidiocesi di Perugia-Città della Pieve; fa parte della zona pastorale Valle del Caina.

## Storia
La prima citazione di una cappella dedicata a san Giovanni Battista risale al 1095 ed è contenuta in un diploma con il quale l'imperatore Enrico IV di Franconia ne confermò il possesso all'abbazia di Pomposa.
La posa della prima pietra della nuova parrocchiale avvenne il 9 giugno 1777, all'epoca del priorato di Francesco Pompili; la chiesa, che andò a sostituire l'antico luogo di culto che andava a soggetto alle esondazioni del Caina, fu consacrata il 20 aprile 1787.
Tra il 1877 e il 1882 venne riedificato il campanile e nel 1909 la parrocchiale fu decorata dal pittore Lamberto Mazzerioli su commissione di don Giuseppe Imbrogli.
Verso il 1970 il presbiterio venne adeguato alle norme postconciliari, per poi essere risistemato tra il 2006 e il 2010.

## Descrizione

### Esterno
La facciata a salienti della chiesa, rivolta a occidente, presenta al centro il portale d'ingresso, affiancato da due lesene sorreggenti il timpano spezzato da una formella con soggetto il santo patrono, e sopra una finestra e un oculo, mentre ai lati vi sono i due ingressi secondari, di cui uno murato, e altre finestrelle.
Annesso alla parrocchiale è il campanile a base quadrata, la cui cella presenta su ogni lato una monofora a tutto sesto ed è coperta dalla guglia piramidale.

### Interno
L'interno dell'edificio, la cui pianta è a croce greca, si compone di un'unica navata, sulla quale si affacciano gli ampi bracci del transetto e lei cui pareti sono scandite da lesene sorreggenti la trabeazione modanata e aggettante sopra la quale si imposta la volta; al termine dell'aula si sviluppa il presbiterio, rialzato di un gradino, ospitante l'altare maggiore e chiuso dalla parete di fondo piatta.
Qui sono conservate diverse opere di pregio, tra le quali la pala ritraente l'Ultima Cena, risalente al Cinquecento, la tela raffigurante la San Giovanni Battista, eseguita probabilmente da Francesco Appiani nel XVIII secolo, e i due quadri cinque-seicenteschi che rappresentano rispettivamente il Martirio di San Bartolomeo e San Giorgio e il drago.